# Ota (pražský biskup)
Ota, pražský biskup (někdy též Otta, zemřel 10. července 1148) byl pražský biskup.

## Život
Ota pocházel z české urozené rodiny, která později používala predikátu ze Švábenic (von Schwabenitz). Byl kanovníkem pražského katedrálního kláštera a proboštem kolegiátního kláštera Sadská a později též chrámovým proboštem v Praze.

## Biskupem
Otův předchůdce, biskup Sylvestr, ze svého úřadu odstoupil ještě před vysvěcením, jen několik dní po svém zvolení, a Ota byl zvolen za jeho nástupce. Po světské investituře od římskoněmeckého krále Konráda III. získal 25. června 1140 v Mohuči biskupské svěcení od metropolity Adalberta II.

## Politická situace
Doba, do níž spadalo působení biskupa Oty, byla politicky neklidná. Údělná moravská knížata Konrád II. Znojemský, Vratislav Brněnský a Ota III. Dětleb a ještě někteří další moravští páni usilovali o svržení knížete Vladislava II. V roce 1142 vytáhli proti Praze, kterou se svými vojsky obsadili. Chrám svatého Víta, Václava a Vojtěcha a sousední klášter svatého Jiří zachvátil požár. Římskoněmecký král Konrád III., který přišel Vladislavovi na pomoc, se svým vojskem útočníky porazil. K usmíření a uklidnění situace ovšem vedl až zásah papežského legáta Kvida v roce 1143, vyslaného do Čech.

## Činnost
Ke zvýšení duchovního povědomí mělo napomoci i zřízení kláštera Cîteaux založeného cisterciáckého řádu roku 1098, který již spravoval vícero pobočných klášterů v Bavorech a Francích. Během úřadování biskupa Oty vznikly následující kláštery:
- Z kláštera Valdsasy byly osidlovány kláštery Sedlec, který dal brzy vzniknout cisterciáckému proboštství v Kouřimi, Chotusicích a Týnci nad Labem.
- Klášter Nepomuk byl založen mnichy z Ebrachu, kteří založili další proboštství při klášteře Svaté Pole u Hradce Králové, a to se brzy stalo samostatným klášterem.
- Knížetem Vladislavem založený klášter Plasy osadili mniši z kláštera Langheim, kteří dále založili proboštství v České Lípě.
- Vladislavova manželka Gertruda založila klášter premonstrátek v Doksanech, jejíž první řádové sestry sem přišly z kláštera Dünnwald u Kolína nad Rýnem.

Z důvodu zlepšení efektivity duchovní práce, rozčlenil biskup Ota svou farnost na několik menších oblastí duchovní správy. Inicioval také obnovu katedrály poškozené při bojích roku 1142.

## Závěr života a skon
Křížové cesty v roce 1147 se již nemohl zúčastnit z důvodu vysokého věku. Zemřel 10. července 1148 ještě před návratem vojska z výpravy.